# Cordula Grün
Cordula Grün ist ein Lied des österreichischen Popsängers Josh. aus dem Jahr 2018.

## Inhalt
Das Lied handelt von einer kurzen Affäre zwischen einem Mann und einer Frau namens Cordula Grün, die er beim Tanzen kennengelernt hat. Anfangs gibt sie an, getrennt von ihrem Mann zu leben. Am nächsten Tag erfährt er jedoch, dass sie mit einem Kinderarzt verheiratet ist.

## Erfolg
Cordula Grün kam im Mai 2018 in Kathi Kallauchs Veranstaltungsreihe Live im 25 zur Uraufführung. Die Single wurde im Juni 2018 als Auftakt für das im April 2019 erschienene Album Von Mädchen und Farben veröffentlicht. Der Sommerhit erreichte Platz 1 der österreichischen iTunes-Charts und Platz 1 der Ö3-Hörercharts. In den österreichischen Singlecharts kam das Lied auf Platz 5. In Deutschland erreichte Cordula Grün Platz 27 der Charts und wurde sowohl 2018 als auch 2019 zum Wiesn-Hit gekürt. 2019 kürte die GfK Entertainment das Stück zum Faschingshit 2019.
Das Lied wurde im Rahmen der Amadeus-Verleihung 2019 als Song des Jahres ausgezeichnet.

## Coverversionen

### Die Draufgänger
Kurz nach der Veröffentlichung des Originals coverte die österreichische Schlager- und Volksmusik-Gruppe Die Draufgänger das Stück. Der kommerzielle Charterfolg dieser Neuaufnahme blieb aus, jedoch entwickelte sich ihre Interpretation ebenfalls zu einem der Wiesn-Hits des Jahres 2018, für dessen Erfolg die Band im Januar 2019 mit einem smago! Award ausgezeichnet wurde.

### ÖBB-Imagelied
Die Österreichischen Bundesbahnen nutzen für ihre Imagekampagne „und was fährst du?“ eine Coverversion unter dem Titel Wir fahren Grün.